# 휘트니 (2018년 영화)
《휘트니》(영어: Whitney)는 2018년 7월 개봉한 영국의 음악, 다큐멘터리, 드라마, 전기 영화이다.
 캐빈 맥도널드가 감독과 각본을 맡았다.
 2018년 5월 16일 칸 영화제에서 전세계 최초 상영되었고 대한민국은 2018년 8월 23일 개봉되었다.

## 줄거리
“그 누구도, 노래로는 휘트니를 못 따라가요”

그래미상 6회 석권

7회 연속 빌보드 싱글 차트 1위

누적 음반 판매량 1억 7천만 장

21살에 팝 역사상 가장 성공적으로 데뷔한 휘트니 휴스턴.

그녀는 전 세계인의 사랑을 받으며 연일 헤드라인을 장식한다.

그 누구와도 비교할 수 없는 황홀한 목소리와 사랑스러움으로 세계를

매료시킨 것도 잠시, 예상치 못했던 소문들이 퍼지기 시작하는데…

화려한 삶을 살았던 팝의 여왕!

그 이면에 감춰졌던 진짜 이야기가 밝혀진다!

## 출연진
- 휘트니 휴스턴 - 본인 역
- 케빈 코스트너 - 본인 역
- 바비 크리스티나 브라운 - 본인 역
- 바비 브라운 - 본인 역
- 씨씨 휴스턴 - 본인 역
- 마빈 게이 - 본인 역
- 케네스 베이비페이스 에드몬즈 - 본인 역